# تيري راكون
تيري راكون (1 مايو 1984 في فرنسا - ) (بالفرنسية: Therry Racon)‏ هو لاعب كرة قدم فرنسي في مركز الوسط. شارك مع منتخب جزر غوادلوب لكرة القدم. أما مع النوادي، فقد لعب مع أولمبيك مارسيليا وبرايتون أند هوف ألبيون وتشارلتون أثلتيك ونادي بورتسموث ونادي سيدان ونادي غانغون ونادي لوريان ونادي ميلوول.

## وصلات خارجية
- تيري راكون على موقع قاعدة بيانات كرة القدم.إي يو (الإنجليزية)
- تيري راكون على موقع قاعدة بيانات كرة القدم.إي يو (الإنجليزية)
- تيري راكون على موقع ناشيونال فوتبول تيمز (الإنجليزية)
- تيري راكون على موقع Soccerbase.com (لاعب) (الإنجليزية)
- تيري راكون على موقع Soccerway.com (الإنجليزية)